# Arche Noah

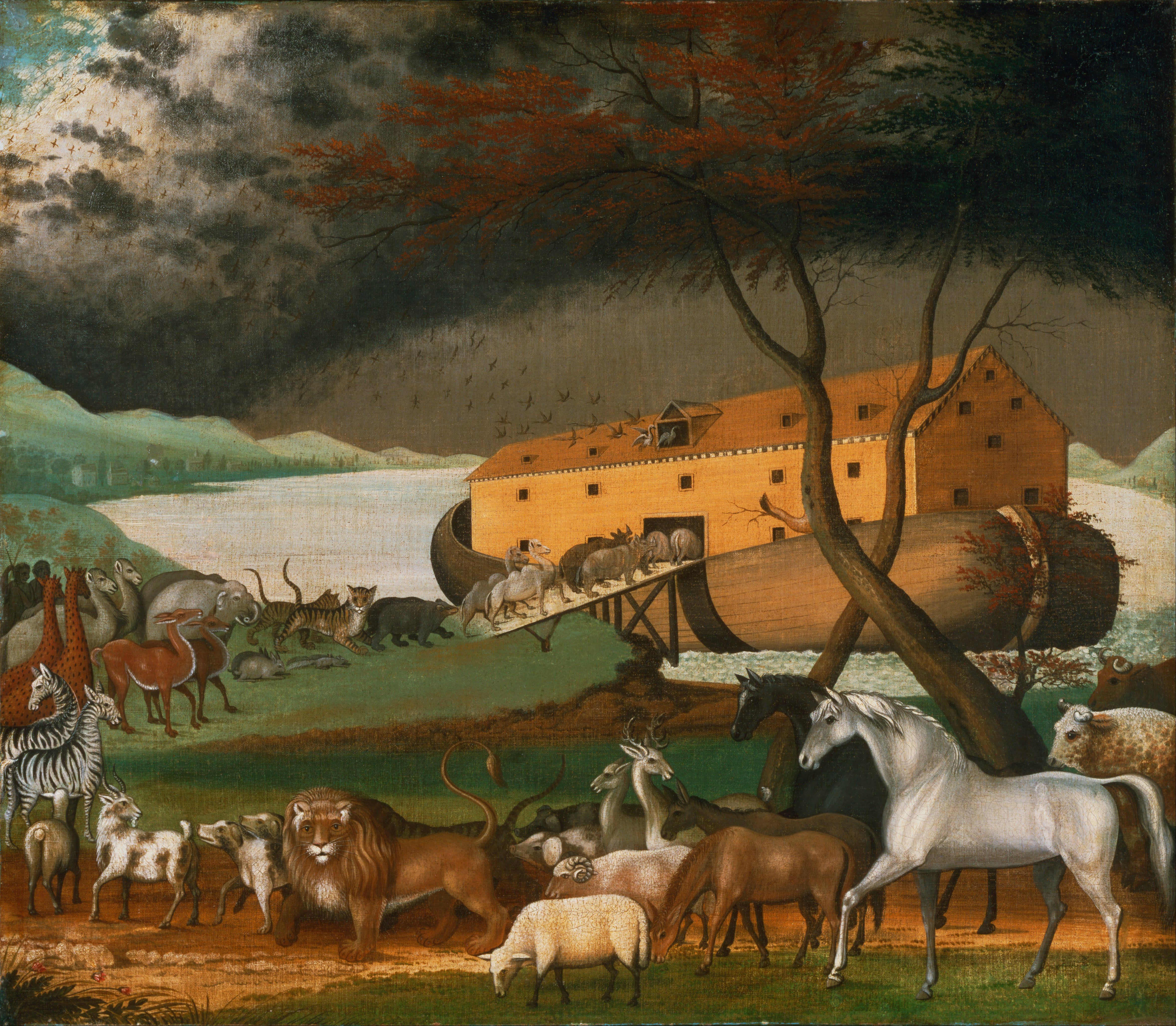
Noahs Arche, Gemälde von Edward Hicks, 1846

Die Arche Noah war nach dem biblischen Buch Genesis, Kapitel 6–9, ein von dem Patriarchen Noah gebauter schwimmfähiger Kasten. Das Wort „Arche“ leitet sich aus dem lateinischen Wort für Kasten (arca) ab, was dem hebräischen Wort für Kasten (tēvāh) entspricht. Die deutsche Form „Arche Noah“ statt „Arche Noahs“ entstammt der Übersetzung Luthers (siehe Status constructus).
Noah wurde laut der biblischen Erzählung von Gott erwählt und vor einer großen Flut gewarnt. Er erhielt den Auftrag, eine Arche zu bauen, um damit sich und seine Familie, bestehend aus acht Personen, und die Landtiere vor der Flut zu retten. Zum Bau der Arche erhielt er genaue Angaben (Gen 6,14–16 ). Am Ende der Sintflut lief sie im „Gebirge Ararat“ auf Grund (Gen 8,4 ).
Es bestehen theologische Bezüge zu anderen Rettungsgeschichten; so wurde Mose, der nach seiner Geburt auf dem Nil ausgesetzt wurde, in einem ‚Körbchen‘ (oder ‚Kästchen‘, hebr.: tēvāh) aus Binsen und Erdpech gerettet (Ex 2,3–11 ).

## Antike Quellen

### Tora

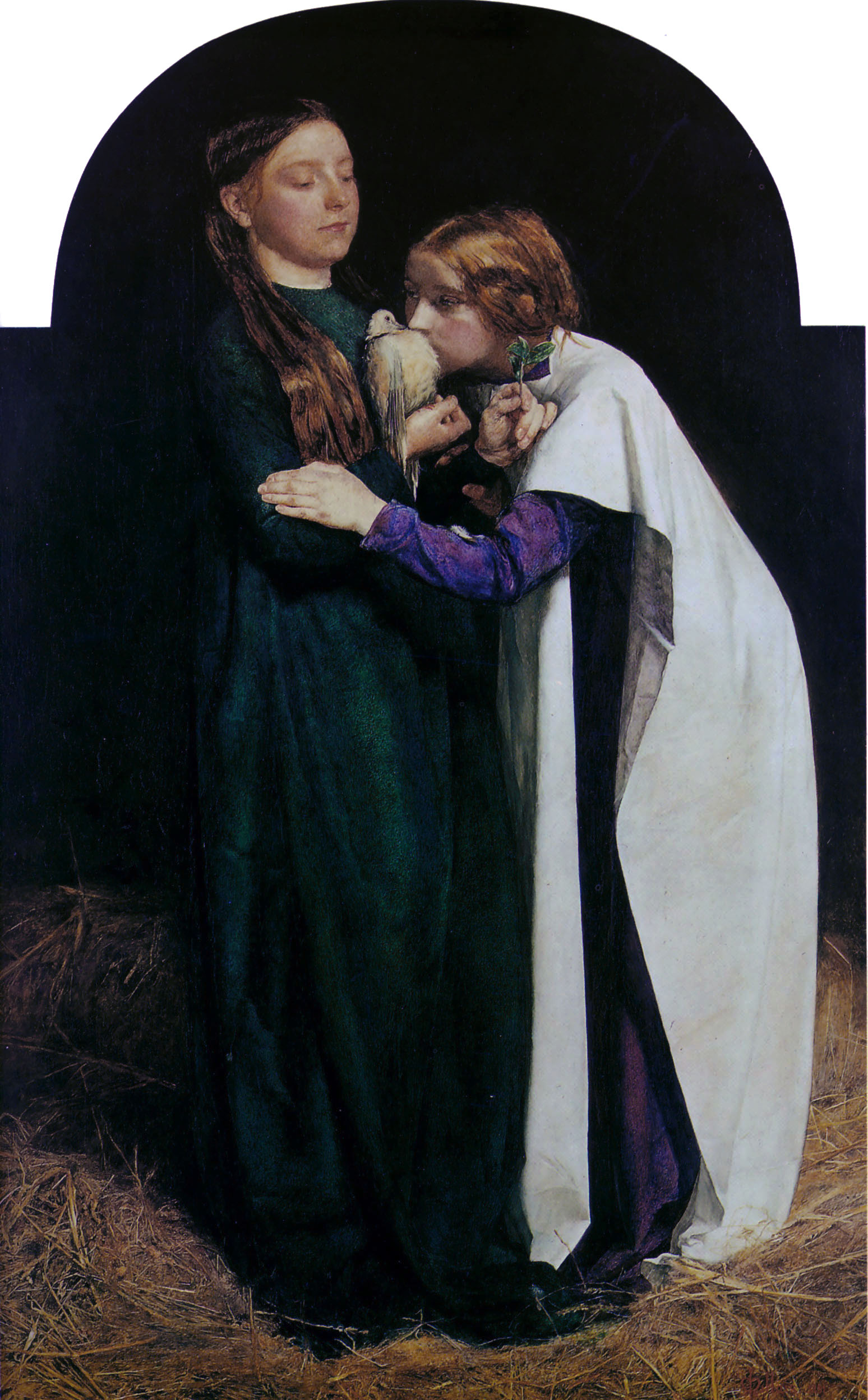
Die Rückkehr der Taube zur Arche Noah (Gemälde von John Everett Millais, 1851, Ashmolean Museum, Oxford)

Das hebräische Wort für Arche ist תֵבָה tēvāh, das ‚Kasten, Schrein, Sarg‘ bedeutet. Durch den Bau der Arche wurde Noah mit seiner Frau, seinen drei Söhnen Sem, Ham und Jafet und deren Ehefrauen gerettet.
Die Arche war nach Genesis 6,14  300 Ellen lang, 50 Ellen breit und 30 Ellen hoch. Setzt man die Elle mit nur 44,5 Zentimetern an (andere Einschätzungen der alten Elle liegen bei 56 oder 61 Zentimetern), dann wäre die Arche 133,5 Meter lang, 22,3 Meter breit und 13,4 Meter hoch gewesen. Dadurch hätte die Arche einen Bruttoraumgehalt von fast 40.000 Kubikmeter gehabt und wäre fast halb so lang gewesen wie der Ozeandampfer Queen Elizabeth 2. Ein solches Schiff hätte schätzungsweise etwa die gleiche Wasserverdrängung wie die 269 Meter lange Titanic. Die Arche hatte dem biblischen Bericht zufolge, da sie von innen durch zwei zusätzliche Böden verstärkt war, drei Decks und verfügte dadurch über eine Bodenfläche von ungefähr 8.900 Quadratmetern.
Als Holz für die Arche wurde gemäß der Bibel gopher (hebräisch גפר) verwendet. Um welche Baumart es sich handelte, ist heute nicht mehr bekannt; man nimmt aber meist an, dass die Zypresse gemeint ist. Dieses Holz ist sehr wasserbeständig und dauerhaft. Die Phönizier und Alexander der Große bevorzugten die Zypresse für den Schiffbau. Laut neueren, umstrittenen Forschungen könnte ein Vergleich vom hebräischen „Gopher“ zum aramäischen Stammwort eine Klärung bringen: Darin würde es „laminiertes Holz“ bedeuten, also Sperrholz, welches eine hohe Festigkeit bei gleichem Gewicht aufweist.

### Neues Testament
Im Neuen Testament wird auf die Sintflut und die Arche zurückgeschaut. Nach dem Evangelium nach Matthäus hat Jesus von Nazareth folgende Worte gesprochen:

„Denn wie sie waren in den Tagen vor der Sintflut – sie aßen, sie tranken, sie heirateten und ließen sich heiraten bis an den Tag, an dem Noah in die Arche hineinging; und sie beachteten es nicht, bis die Sintflut kam und raffte sie alle dahin –, so wird es auch sein beim Kommen des Menschensohns“

Die Arche Noah wird an drei weiteren Stellen erwähnt: Hebr 11,7 , 1 Petr 3,20  und 2 Petr 2,5 . Danach ist Noah der „Erbe der Gerechtigkeit, die aus dem Glauben kommt“ (Hebräer 11,7). Der Sintflut, durch die hindurch in der Arche „acht Menschen“ gerettet werden, entspricht die Taufe als Heilsgeschehen vom ‚Tod’ (als Reinigung des Gewissens von „toten Werken“ – Hebr 9,14–15 ) und Auferstehung (1. Petr 3,20). Gott bewahrte „nur Noah, den Verkünder der Gerechtigkeit, zusammen mit sieben anderen als achten“, während die „Welt der Gottlosen“ unterging (2. Petr 2,5).

### Apokryphen
In zeitlicher Nähe zum Neuen Testament heißt es im apokryphen Buch der Weisheit: „So hat auch in der Urzeit beim Untergang der übermütigen Riesen die Hoffnung der Welt sich auf ein Floß geflüchtet und, durch deine (Gottes) Hand gesteuert, der Welt den Samen eines neuen Geschlechts hinterlassen. Denn Segen ruht auf dem Holz, durch das Gerechtigkeit geschieht“ (Weish 14,6f ). Zuvor heißt es: „Die Seelen der Gerechten sind in Gottes Hand“ und gehen deshalb letztlich nicht unter.

### Antike Historiker
Der jüdische Geschichtsschreiber Flavius Josephus gibt die biblische Geschichte aus späterer Perspektive (1. Jahrhundert n. Chr.) wieder, präzisiert geografische Angaben und verweist auf weitere Quellen der Sintflut-Überlieferung wie Berossos und Nikolaos von Damaskus. Josephus erwähnt an vier Stellen Überreste der Arche Noah:
- „Diesen Ort nennen die Armenier Apobaterion, das heißt ›Ort des Ausgangs‹, und man zeigt heute dort noch Reste der Arche.“[3]
- „Es heißt, dass noch jetzt in Armenien auf dem Kordyäergebirge ein Teil jenes Fahrzeuges vorhanden sei, und dass manche Harz davon entnehmen, um sich desselben als Zaubermittel gegen drohende Übel zu bedienen.“ (Zitat des babylonischen Priesters Berossos)[4]
- „Oberhalb Minyas in Armenien liegt ein gewaltiger Berg, Baris genannt, auf den viele zur Zeit der großen Flut geflohen sein sollen, wodurch sie gerettet wurden. Einer soll in einer Arche gefahren und auf dem Gipfel des Berges gelandet sein, und es sollen sich lange Zeit Überreste des Schiffsholzes dort erhalten haben.“ (Zitat von Nikolaos von Damaskus)[4]
- „Diese Gegend [die Landschaft Karrae] ist besonders ergiebig an Amomum, und es befinden sich dort auch noch Überreste der Arche, in welcher Noe der Sintflut entkommen sein soll. Jedem, der sie sehen will, werden die Trümmer noch bis auf den heutigen Tag gezeigt.“[5]

### Islam
Auch der Koran (7. Jahrhundert n. Chr.) erzählt die Geschichte von Noahs Arche in Sure 11. In dieser Version ertrinkt einer der Söhne Noahs, da er auf einem Berg Zuflucht finden will. Als Landestelle wird in der islamischen Traditionsliteratur der Berg Al-Judi genannt. Dieser befindet sich nach muslimischer und frühchristlicher Tradition in der südosttürkischen Provinz Şirnak.

### Jesidentum

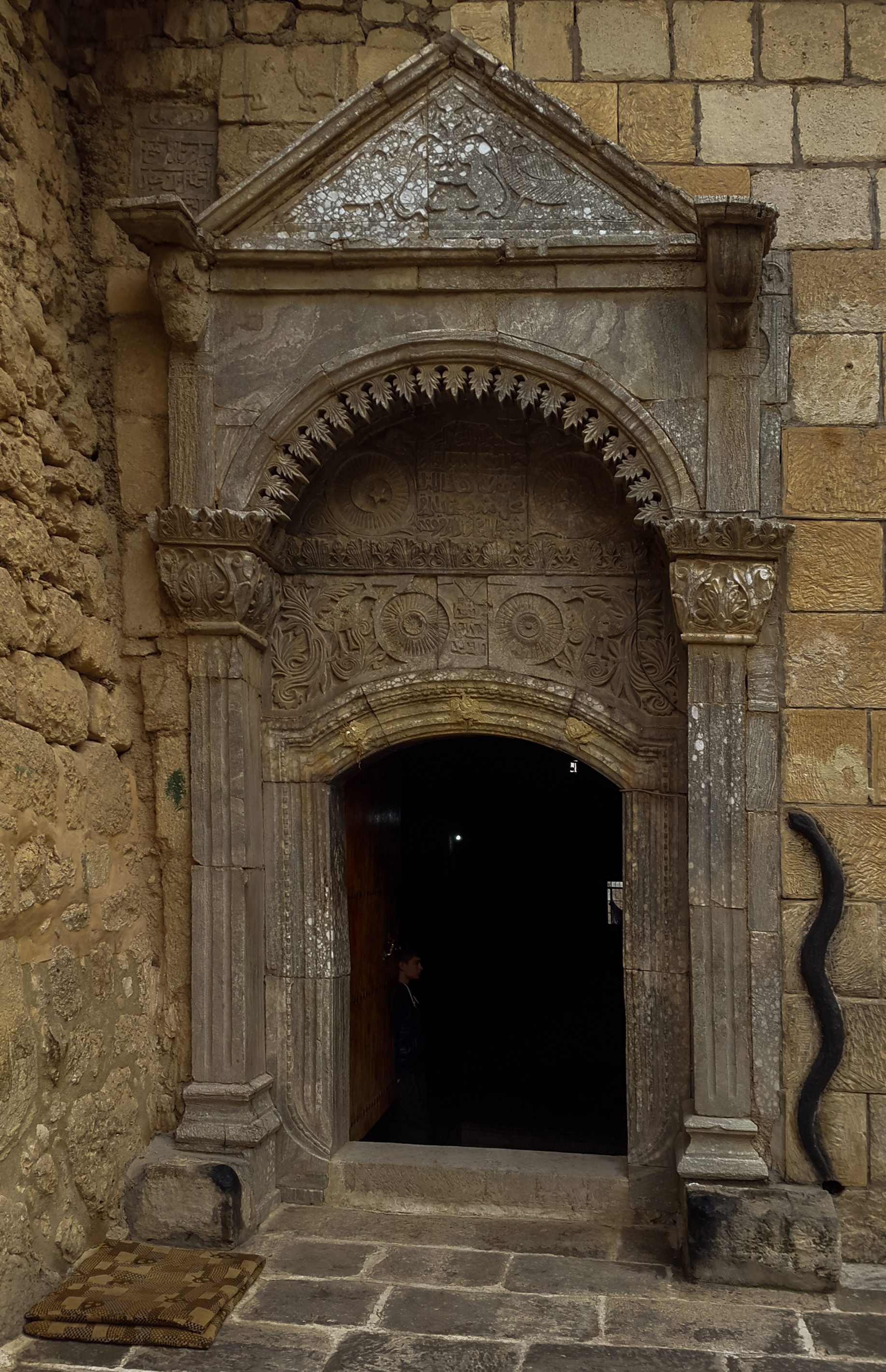
Eingang zum Hauptheiligtum der Jesiden in Lalisch. Rechts vom Eingang ist die schwarze Schlange abgebildet.

Im Jesidentum entspricht der Mythos der Arche Noah weitgehend dem der anderen abrahamitischen Religionen, mit einem wesentlichen Unterschied: Mit dem steigenden Wasser treibt die Arche über den von den Jesiden verehrten Berg Sindschar, wo der Rumpf an einem Felsen leck schlägt. Die Schlange rollt sich spiralig zusammen und stopft so das Loch, bis die Arche schließlich auf dem Berg Dschudi anlandet. Einer in der heiligen Schrift Mishefa Reş („Schwarzes Buch“) festgehaltenen Erzählung zufolge stellt sich die Rettung bringende Schlange jedoch später als böse heraus und wird gefangen und verbrannt.

### Altorientalische Parallelen

#### Atraḫasis-Epos
Das Atraḫasis-Epos mit dem gleichnamigen Held Atraḫasis entstand spätestens im ausgehenden 19. Jahrhundert v. Chr. Der Bau der Arche erfolgte erst, nachdem drei Plagen die ungehemmte Vermehrung der Menschheit nicht stoppen konnten und die Götter eine Sintflut als letzte wirkungsvolle Möglichkeit ansahen. Enki, Gott der Menschen, warnte Atraḫasis vor der Katastrophe, sodass Atraḫasis mit dem Bau der Arche noch rechtzeitig beginnen konnte.

„Trenne dich von deinem Haus, baue ein Schiff!
Verschmähe den Besitz, erhalte dafür dein Leben.
Das Schiff, das du bauen sollst, […] sei würfel[förmig…]!
Der Wassertiefe gleich bedache es.
Nicht soll sehen der Sonnengott sein Inneres (ohne Fenster), bedacht sei es oben und unten!
Verstärkt seien die Ausrüstungen, die Verpichung sei stark, mache alles solide!
Reine (Tiere),[…], fette Tiere […]
Er (Atraḫasis) überquerte [den…(und) brachte hin]ein geflügelt[e Vögel] des Himmels.
Vieh […stell]te er hinein; Ge[tier…] aus der Steppe.
[Zu…] lud er seine Leute ein.
[…] ließ er seine Familie eintreten.
Des Gottes Stimme hörten sie;
da ward das Erdpech gebracht, dass er die Tür abdichte.
Als er ihre Tür verrieglt hatte,…da zerschnitt er das Tau (und) legte das Schiff ab.“

#### Gilgamesch-Epos

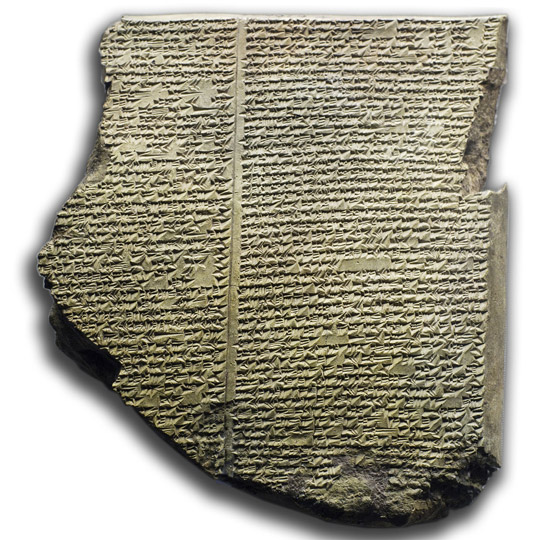
Keilschrifttafel des Gilgamesch-Epos (Tafel XI) mit der Sintflutgeschichte, Britisches Museum

Auch das wohl ursprünglich im 18. Jahrhundert v. Chr. entstandene Gilgamesch-Epos berichtet von einer Flut. In dieser Überlieferung, teilweise wortwörtlich dem Atraḫasis-Epos entnommen, erhielt Uta-napišti vom Gott Ea den Befehl, ein Schiff zu bauen. Uta-napišti wird an einigen Textstellen „Atraḫasis“ („Der überaus Weise“) genannt.

„Mann von Šuruppak, Sohn Ubara-Tutus!
Reiß nieder das Haus und erbaue ein Schiff.
Lasse ab vom Reichtum und suche statt dessen nach dem, das atmet.
Die Habe sei dir zuwider, erhalte statt dessen das, was atmet, am Leben.
Hol den Samen all dessen, das atmet, herauf in das Innere des Schiffs.
Die Maße des Schiffs, welches du erbauen wirst, –
seien aufeinander abgestimmt:
Genau gleich sollen sein seine Breite und Länge.
Es selbst versieh, so wie das Apsû, mit einem schützenden Dach!“

Die würfelförmige Arche im Gilgamesch-Epos war mit 60 m × 60 m × 60 m (216.000 Kubikmeter) mehr als fünfmal so groß wie die Arche Noah:

„Ein Feld groß war seine Bodenfläche,
Je zehnmal zwölf Ellen hoch seine Wände,
Zehnmal zwölf Ellen ins Geviert der Rand seiner Decke.
Ich entwarf seinen Aufriss und stellte es dar:
Ich durchzog es mit sechs Decken,
so teilte ich sieben Etagen ab.
Dann holte ich herauf in das Innere des Schiffes
meine gesamte Familie und Sippe.
Die Herdentiere der Steppe, die wilden Tiere der Steppe,
die Vertreter aller Künste holte ich herauf.
Ich trat ein in das Innere des Schiffes und verpichte dann mein Tor.“

Uta-napišti strandete wie Atraḫasis und Noah mit seiner Arche schließlich auf einem Berggipfel, hier Nimuš genannt.

#### Keilschrifttafel
Auf einer 2014 von Irving Finkel publizierten Tontafel wird in Keilschrift der Bau einer Arche beschrieben. Der Text beschreibt den Bau einer Arche aus Schilf, die mit Bitumen abgedichtet wurde. An Bord der Arche kamen von jeder Tierart ein Paar, die zusammen mit dem Erbauer und seiner Familie eine weitreichende Flut überlebten.
Der kreisförmige Grundriss der Arche weicht hingegen von der biblischen Überlieferung ab. „Entwirf das Schiff, das du bauen wirst, auf einem kreisförmigen Plan.“ Finkel vergleicht die Bauweise mit babylonischen Schiffchen, deren Pendants man heute als Coracle bezeichnet. Die Maße stimmen wiederum mit den Angaben im Gilgamesch-Epos überein.
Die zum Teil beschädigte Tontafel hat in etwa die Größe eines Smartphones und wird auf das Jahr 1.700 vor Chr. datiert.

## Verbleib der Arche

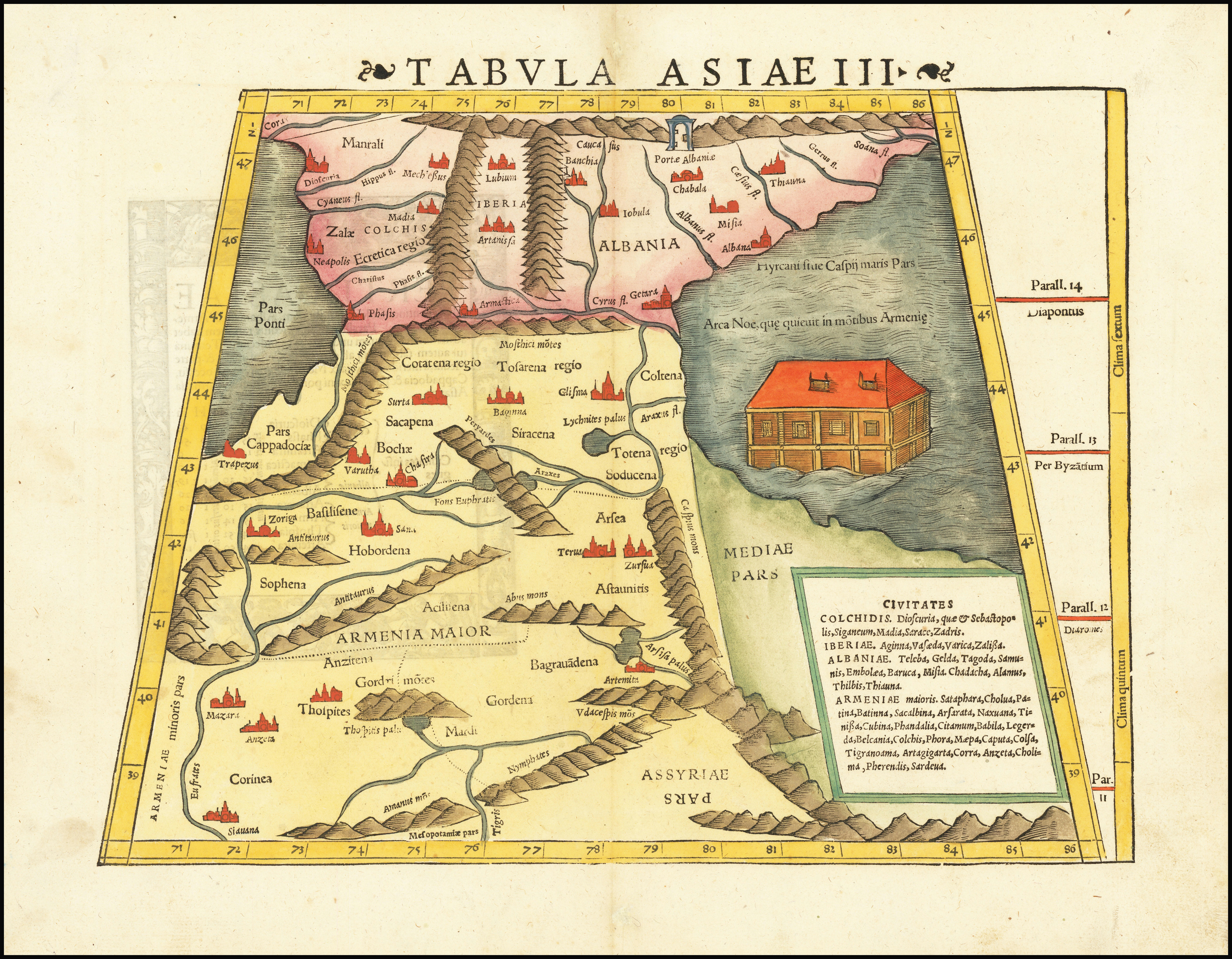
Münster: Kartendarstellung des Kaukasus von 1542, mit Archendarstellung im Kaspischen Meer: Arca Noe que quieuit in mo[n]tibus Armenie – „Arche Noah in den armenischen Bergen ruhend“

Die Erzählung wird heute von vielen Theologen als Mythos angesehen, dessen Bedeutung nicht im historischen Gehalt, sondern in der theologischen Aussage liege. Die Texte der Urgeschichte (Gen 1–11) sollen erst während der Babylonischen Gefangenschaft im 6. Jahrhundert vor Christus verfasst worden sein; schon deshalb erübrige sich eine Suche nach Überresten der Arche.
Im Evangelikalismus, insbesondere in den Vereinigten Staaten, und in der Orthodoxie wird hingegen in der Regel an der historischen Realität der Sintflutgeschichte festgehalten. Auch die Siebenten-Tags-Adventisten und die Zeugen Jehovas verstehen die Darstellung als Bericht historischer Geschehnisse. Die theologische Interpretation erhält entsprechend eine andere Gewichtung.
Das biblische Gebirge Ararat im Armenischen Hochland ist nicht unbedingt gleichzusetzen mit dem Berg Ararat im Osten der heutigen Türkei.
Eine Überlieferung aus frühchristlicher Zeit lokalisiert das biblische Gebirge Ararat in der Nähe der antiken Stadt Kelainai (bzw. Apameia Kibotos) im südlichen Phrygien (heute: Dinar in der westtürkischen Provinz Afyonkarahisar), dies ist erstmals in den Sibyllinischen Orakeln (1, 261) greifbar. In der Folge wird Apameia bei Julius Africanus und anderen byzantinischen Autoren als Landeort der Arche genannt; auch werden hölzerne Überreste erwähnt (Io. Mal. 1, 4; Syncell. 22; Cedren. 1, 20 etc.). Auf vielen Münzen des 3. Jahrhunderts aus Apameia ist Noah mit der Arche abgebildet. Es handelt sich anscheinend vorwiegend um eine lokale Überlieferung.
Nach dem Koran (Sure 11,44) landete die Arche auf dem Berg Cudi (Cudi Dağı) in der türkischen Provinz Şırnak.

### Die Suche nach der Arche Noah auf dem Ararat

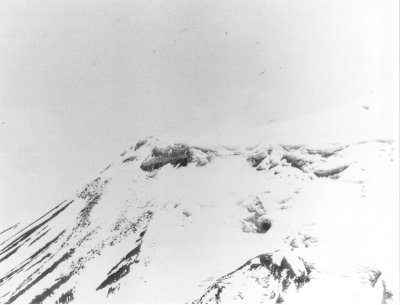
Großer Ararat, Bild der Anomalie, 1949

Nach der biblischen Überlieferung in Gen 8,4  ließ sich die Arche auf „den Bergen Ararat“ (hebräisch הׇרֵי אֲרָרָט) nieder. Damit ist wohl das urartäische Bergland und nicht spezifisch der Berg Ararat gemeint. Zahlreiche Expeditionen hatten den „Großen Ararat“ zum Ziel, um unter dem gletscherbedeckten Gipfel Überreste der Arche Noah zu finden.
Bis in jüngste Zeit wird die so genannte Ararat-Anomalie auf den West-Plateau des Großen Ararat als Überrest der Arche betrachtet. Diese Deutung ist wissenschaftlich nicht anerkannt. Die topographische Unregelmäßigkeit wurde erstmals im Juni 1949 von der amerikanischen Air Force fotografiert. Sie liegt schwer zugänglich auf rund 4700 Metern ü. M. und zum Teil unter Gletschereis.
Der französische Bergsteiger Fernand Navarra will nach eigener Aussage zusammen mit seinem Sohn 1955 „ein etwa 1,5 m langes Stück Holz zutage“ gefördert haben. Später berichteten Bergführer allerdings, dass er das Holzstück selbst auf den Berg gebracht habe. Es wurde mit der Radiokarbonmethode auf ein Alter von ca. 4800 Jahren datiert. Es gilt aber als ausgeschlossen, dass ein so altes Holzstück den natürlichen Verfall, die Eiszeit und den Vulkanismus auf diesem Berg so lange Zeit hätte überdauern können.
2010 wurde von einem Fund am Ararat durch ein chinesisches Team im Oktober 2009 berichtet. Es gab ein Video, verschiedene Fotos aus dem „Inneren der Arche“ sowie ein auf ein Alter von 4800 Jahren datiertes Stück Zypressenholz. Die Entdeckung erscheint zweifelhaft, weil der kurdische Bergführer und Unternehmer Ahmet Ertugrul gegen ein Entgelt von 120.000 € die Forscher zum Fundort geführt haben soll. Der Theologe und Archäologe Randall Price gibt an, in dem Gebiet einige kurdische Arbeiter ausfindig gemacht zu haben, die von Ertugrul angeheuert worden seien, mit Lastwagen, Maultieren und schließlich zu Fuß Holz auf den Berg zu schaffen, um daraus zwischen Felsen und Gletschereis eine „Arche“ zu erbauen. Im Glauben, es handle sich um die Kulisse für Filmaufnahmen, seien die Arbeiter froh über diesen Auftrag gewesen. Erst nach der Bekanntgabe des Fundes seien einige von ihnen verblüfft gewesen, dass man die Stelle als Fundort der „richtigen Arche“ ausgab. Für die Errichtung der Konstruktion seien Schnee und Gletscheis weggeschmolzen worden, damit es nach einigen Monaten den Anschein erwecken würde, das künstlich gealterte Holz befinde sich schon seit langer Zeit im Eis.

### Die „Arche Noah“ bei Doğubeyazit

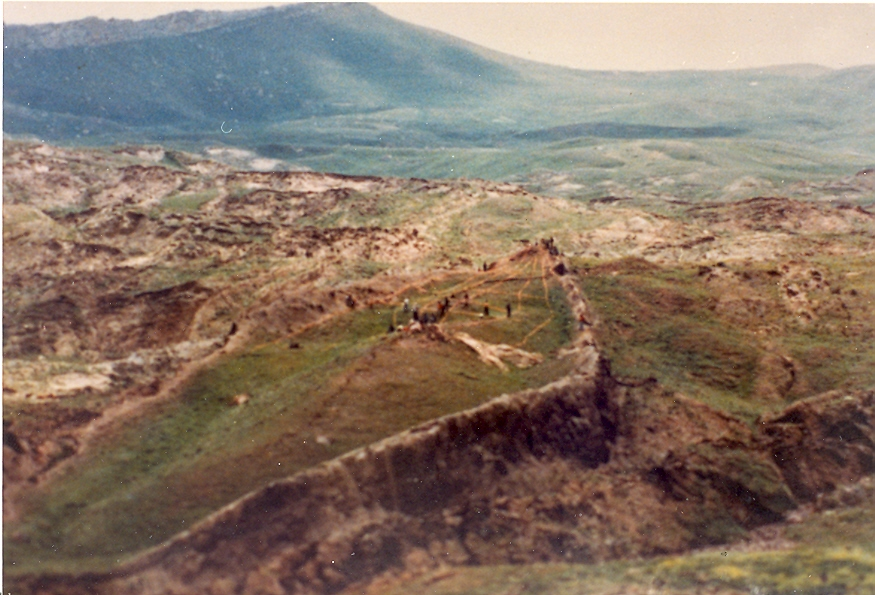
Die Gesteinsformation bei Doğubeyazıt, 2009

1959 entdeckte der türkische Luftwaffen-Kapitän İlhan Durupınar auf einer Luftaufnahme eine auffällige geologische Formation in der Nähe der Stadt Doğubeyazıt in der Ost-Türkei, die Ähnlichkeit mit einem Schiffsrumpf hat. Sie befindet sich 27 Kilometer südlich des Ararat an einer Bergflanke des Vulkans Tendürek Dağı auf 2004 m ü. M., ist rund 160 Meter lang und wird heutzutage nach seinem Entdecker Durupınar genannt.
1977 behauptete der Amateurarchäologe Ron Wyatt, dass die Struktur die Arche Noah sei. Wyatt unternahm 1985 zusammen mit dem Geologen Ian Plimer, dem Kreationisten John Baumgardner und anderen eine Expedition zu der bemerkenswerten Stelle. Ein Forscherteam um David F. Fasold stieß hinzu, das dann zwölf Dünnschliffe der Gesteinsproben an den Petrologen Lorence G. Collins zur Untersuchung weiterreichte. Collins fand keinerlei Hinweise für versteinertes Holz.
Die Analyse rostiger Eisenteile, die für Niete, Bolzen und Unterlegscheiben gehalten wurden und die Noah angeblich geschmiedet hatte, erwiesen sich als oxidierte, titanhaltige Magnetite. Dieser Stein stammt aus den in der Osttürkei häufigen Vulkaniten (Andesit und Basalt). Der Magnetit hatte sich in Seifenlagen innerhalb der Sedimentabfolgen angereichert, die die Struktur aufbauen. Einige der Sedimentablagerungen bestehen aus Laharen (vulkanischen Schlammströmen) mit eingelagerten vulkanischen Blöcken. Dadurch konnte der Eindruck von Wänden, Oberdeck, Dollbord und Reling eines Schiffes entstehen.
Spätere Untersuchungen durch andere Geologen am Fundplatz ergaben, dass es sich bei der fraglichen Struktur eindeutig um anstehendes Gestein handelt. Der Kreationist John D. Morris kam aufgrund fremder und eigener Untersuchungen zum Schluss, „daß es eine rundum zufriedenstellende geologische Erklärung für diese Struktur gibt und keinerlei Hinweise von archäologischer Bedeutung.“ Auch er fand keine Anzeichen von versteinertem Holz. Die „Bootsform“ war auch durch die erosive Tätigkeit von Schlammströmen entstanden. Überdies wird die Struktur in ihrem Zentralteil von einem weißen, mikrofossilführenden Kalkband durchquert (vgl. das 2. Bild).
Drei andere, in Größe und Gestalt vergleichbare Strukturen finden sich in der Nähe des Kleinen Ararats.
Manche halten die Formation auch heute noch für einen Überrest der biblischen Arche Noah. Allerdings beschreibt die Bibel die Arche als rechteckigen Kasten. Die „Arche“ bei Doğubeyazit ist hingegen stromlinienförmig. Außerdem ist sie etwa 50 Prozent größer, als nach den Abmessungen der Bibel zu erwarten wäre, es sei denn man verwende die alte ägyptische Elle (52,4 cm) als Längenmaß.

### Der Cudi Dağı als Landeplatz der Arche
Mehrere „Arche-Forscher“ halten den Cudi Dağı bei Sirnak (Türkei) für den Berg, auf dem die Arche strandete. Der Berg liegt heute nahe der Grenze zu Syrien und zum Irak. So schreibt der Geschichtsschreiber Josephus zwar, die Arche sei in Armenien gelandet (Ant. I, 3.5), doch grenzt er die geografische Lage auf den „Berg der Kordyäer“ (ἐν τῇ Ἀρμενίᾳ πρὸς τῷ ὄρει τῶν Κορδυαίων) näher ein (Ant. I, 3.6). Dieser liegt südlich des Vansees.
In römischer Zeit schloss die Provinz Armenien das Gebiet der heutigen Südosttürkei mit ein. In den vergangenen Jahrzehnten haben unter anderen Johannes Lepsius, Gertrude Bell und der Geologe Friedrich Bender Überreste einer Siedlung auf dem Gipfel des Cudi dokumentiert. Sie sprechen von einem „Arche-Noah-Kloster“.
Es ist allerdings unsicher, ob der Koran den Cudi Dağı in der heutigen Türkei oder einen Berg in Arabien meinte. Möglicherweise wurde der Name aus dem Koran nachträglich auf den Berg bei Şırnak übertragen.

## Die Arche wörtlich verstehen?
Mit Beginn des Vergleichs der biblischen Erzählung in einem naturalistischen Kontext vollzog sich eine Loslösung von der wörtlichen Interpretation der Bibel. Im 15. Jahrhundert verfasste Bischof Alonso Tostando eine detaillierte Beschreibung des Innenlebens der Arche, wobei er auch die Kotentsorgung und die Frischluftzirkulation berücksichtigte. Der bekannte Geometriegelehrte Johannes Buteo berechnete im 16. Jahrhundert die Innenmaße des Schiffes und bedachte auch, dass genügend Raum für Getreidemühlen und Backöfen an Bord sei.
Im 17. Jahrhundert wurde es notwendig, die wörtliche Interpretation mit der Besiedlung und Erkundung Amerikas zu vereinen; die neu entdeckten Tierarten Asiens und Afrikas mussten ebenfalls ins Gedankengebäude der Naturalisten und Bibelausleger integriert werden. Da es nur eine Arche gab, die demgemäß nur an einem Ort stranden konnte, musste nach der Sintflut die gesamte Tierwelt von einem Punkt aus die Erde wiederbesiedelt haben. Die offensichtliche Erklärung war: Nach der Zerstörung des Turmes von Babel nahm jedes Volk „seine“ Tiere in seine neue Heimat mit. Aber eine Konsequenz dieser Antwort war eigenartig: „Weshalb nahmen denn die Eingeborenen Nordamerikas Klapperschlangen mit, und keine Pferde?“ wunderte sich Sir Thomas Browne 1646.
Bibelgelehrte wie Justus Lipsius (1547–1606) und Athanasius Kircher (ca. 1601–1680) begannen ebenfalls, die Geschichte der Arche Noah einer detaillierten Überprüfung zu unterziehen, um Bibeltext und Wissenschaft in Einklang zu bringen. Die daraus resultierenden Hypothesen stellten sich beim Studium der geografischen Verteilung von Pflanzen und Tieren als wichtig heraus. Damit gaben beide Bibelgelehrte einen indirekten Zündfunken für die aufkeimende Biogeografie des 18. Jahrhunderts. Naturforscher begannen mit der These, der Berg Ararat sei mit verschiedenen Klimazonen ausgestattet gewesen, welche es den unterschiedlichsten Tieren ermöglichten, dort zu leben. Als sich jedoch das dortige Klima veränderte, mussten die Tiere fliehen und zogen in günstigere Gefilde, bis in deren heutigen Lebensräume, und besiedelten so die ganze Erde.
Ein weiteres Problem war die stetig zunehmende Zahl der bekannten und beschriebenen Tierarten. Kircher und die früheren Forscher hatten keine Mühe, alle Tiere, die am Schauplatz der biblischen Geschichte lebten, in einem Schiff unterzubringen. Aber nur wenige Jahrzehnte später, mit der Entdeckung neuer Länder und Gebiete, stand John Ray (1627–1705) vor einer deutlich größeren Zahl von Arten. Ab 1700 konnten nur noch wenige Naturalisten eine wörtliche Interpretation der Erzählung von der Arche Noah rechtfertigen.
Anfang des 21. Jahrhunderts schließlich waren mehr als eine Million Tierarten beschrieben. Kreationisten wie Reinhard Junker halten diese Schwierigkeit für lösbar, indem sie postulieren, viele der heutigen Tierarten hätten sich aufgrund von Mikroevolution innerhalb weniger tausend Jahre aus den so genannten „Grundformen“ entwickelt. Es reichten also verhältnismäßig wenige Tiere, um die heutige Artenvielfalt zu erklären.

## Rekonstruktionsversuche

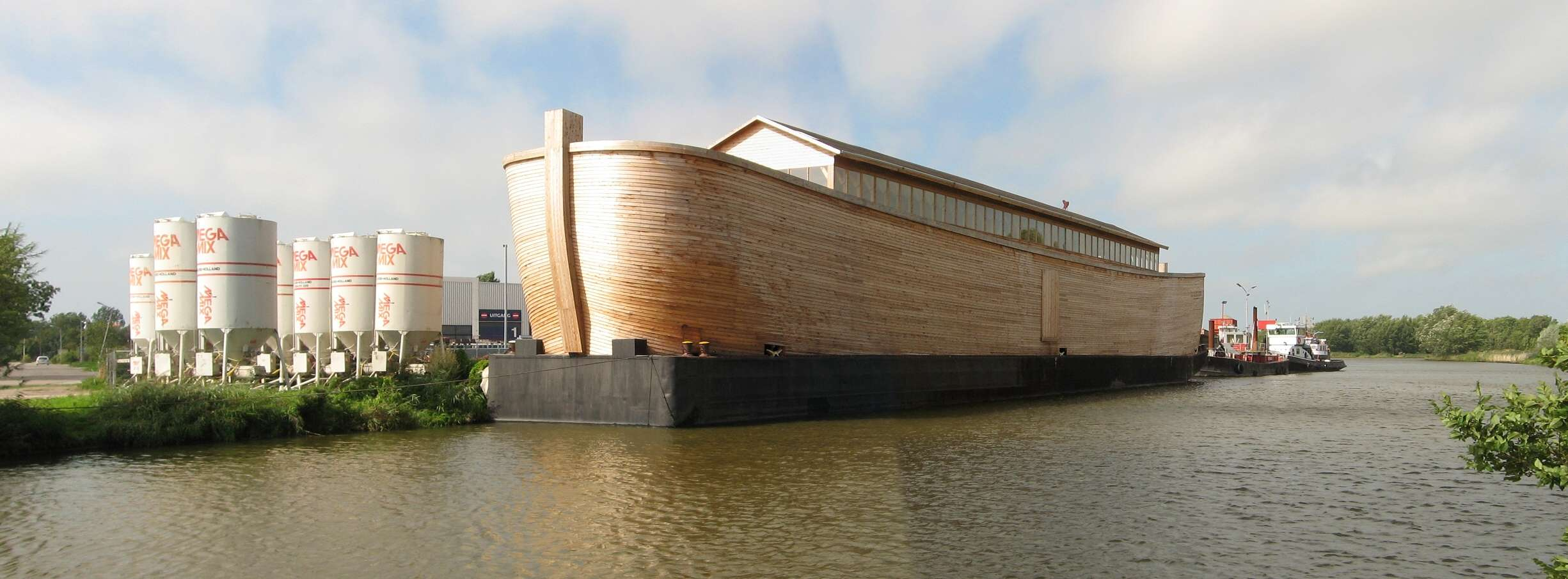
„Johans Arche“ in Schagen

Der Niederländer Johan Huibers hat ab 1992 für fast 850.000 Euro das in der Bibel beschriebene Schiff gemäß den Größenangaben aus Gen 6  im Maßstab 1:2 nachgebaut. Johans Arche ist 70 Meter lang, 9,60 Meter breit und 12,70 Meter hoch. Sie wurde aus 1200 Bäumen gefertigt. Der Erbauer plant bereits einen weiteren Nachbau im Maßstab 1:1. 2010 hat der Niederländer Aad Peters den auf einem Ponton aufgesetzten Nachbau erworben und zu einer kirchlichen Erlebniswelt über vier Etagen ausgebaut. Damit besuchen er und sein Team nun verschiedene Häfen in Europa, ohne jedoch „missionarisch tätig sein zu wollen“.
Nachdem das Schiff zunächst in den Niederlanden gezeigt wurde, lag der Nachbau vom 13. Juli 2011 bis zum 30. September 2012 im Rheinauhafen in Köln vor Anker. Anschließend wurden u. a. Emden, Hamburg, Rendsburg, Kiel und Lübeck besucht. Im Rumpf des Schiffes sollen über die vier Stockwerke rund um einen symbolischen Baum des Lebens verteilte lebensgroße Holzfiguren Besuchern verschiedene biblische Geschichten begreifbar machen.
Im Mai 2007 baute die Umweltorganisation Greenpeace auf dem Ararat in 2500 Metern Höhe ein Modell der Arche Noah, um vor einer bevorstehenden Klimakatastrophe zu warnen. Der Nachbau ist zehn Meter lang, vier Meter breit und vier Meter hoch. Zukünftig soll er als Schutzhütte für Bergsteiger dienen.
Die kreationistische Organisation Answers in Genesis betreibt in Kentucky seit 2016 den Themenpark Ark Encounter, dessen Zentrum ein 155 Meter langer Nachbau der Arche entsprechend der Vorstellungen von AiG ist. Der biblische Erlebnispark versucht, die Besucher von der wortwörtlichen Auslegung der Bibel zu überzeugen.

### Interpretation der Erzählung
- Jürgen Ebach: Noah – Die Geschichte eines Überlebenden. Evangelische Verlagsanstalt: Leipzig 2001, ISBN 978-3-374-01912-0.
- Irving L. Finkel: The Ark Before Noah: Decoding the Story of the Flood. Hodder & Stoughton: London 2014, ISBN 978-1-4447-5705-7.
- Meinolf Schumacher: Leerstellen der Schuld. Die Arche-Erzählung und die Frage nach der Akzeptanz des Unreinen. In: KulturPoetik. Band 20, Nr. 1, 2020, S. 42–58 (Volltext als PDF).

### Verbleib der Arche
- Charles Berlitz: Die Suche nach der Arche Noah. Zsolnay, Wien / Hamburg 1987, ISBN 978-3-552-03924-7.
- Lorence D. Collins, David F. Fasold: Bogus 'Noah’s Ark' from Turkey Exposed as a Common Geologic Structure. In: Journal of Geoscience Education. Band 44, 1996, S. 439–444.
- David F. Fasold: The Ark of Noah. Wynwood Press, New York (NY) 1988, ISBN 978-0-922066-10-0.
- Timo Roller: Das Rätsel der Arche Noah. SCM R. Brockhaus, Witten 2014, ISBN 978-3-417-26588-0.
- Fernand Navarra: Ich fand Noahs Arche (Originaltitel: J’ai trouvé l’arche de Noé. übersetzt von Cajetan Freund und Sonja Hess), erweiterte Neuauflage, Fix, Schorndorf 1978, ISBN 3-87228-070-2. (deutsche Erstausgabe: Scheffler, Frankfurt am Main 1957).
- Mario Zanot: Die Welt ging dreimal unter – Kometen, Sintflutmythen und Bibel-Archäologie. Weltbild, Augsburg 1991, ISBN 3-89350-048-0. (deutsche Erstausgabe: Zsolnay, Wien/Hamburg 1976).

### Altorientalische Parallelen
- Rüdiger Kurth: Die Arche Noah und Utnapischtims Arche. Seetauglich und symbolträchtig. München 2003, ISBN 978-3-640-15718-1. (Zugleich: Studienarbeit im Fachbereich Archäologie, Philipps-Universität Marburg).
- Stefan M. Maul: Das Gilgamesch-Epos – Neu übersetzt und kommentiert. Beck, München 2006, ISBN 3-406-52870-8.

### Sonstiges
- Der halbdokumentarische Roman Schindlers Liste, auf dem auch der Spielfilm basierte, wird in der englischen und australischen Fassung unter dem Titel Schindler's Ark, also Schindlers Arche, verlegt.
- Josef Viktor Widmann thematisiert in seinem Gedicht Der Sieg des Lebens (erschienen 1912)[36] Noahs Hadern mit seinem Schicksal als – gemeinsam mit seiner Familie – einziger Überlebender der Sintflut.
- Der Schriftsteller und Comiczeichner Ralf König verarbeitet die Geschichte der Arche Noah satirisch in dem Comic „Archetyp“ (Ralf König: Archetyp. Rowohlt, 2009, ISBN 3-498-03549-5).
- In dem satirischen Theaterstück Comeback für Noah[37] (Autor: Thomas Rau) erinnert sich Noah voller Wehmut an die Zeit auf seiner Arche und sehnt sich nach einem neuen Sintflut-Abenteuer. Die Uraufführung fand 2014 im Cala-Theater (Freiburg) statt.

## SpielFilme
- Geschichte der Arche Noah (1909)
- Die Sintflut (1911)
- Die Arche Noah (1928)
- Im US-Spielfilm Die Bibel (1966) baut John Huston als Noah die Arche.
- Im Zeichentrickfilm In der Arche ist der Wurm drin (1988) ist die Geschichte kindgerecht aufgearbeitet.
- Die Fernsehproduktion Arche Noah – Das größte Abenteuer der Menschheit (1999), die in deutsch-amerikanischer Koproduktion mit zahlreichen bekannten Schauspielern entstand, bietet mit knapp drei Stunden Länge die bisher umfangreichste und aufwendigste Verfilmung einer Bibeladaption des Themas.
- In dem Zeichentrickfilm Fantasia 2000 (2000) beschäftigt sich ein Kurzfilm mit der Arche und Noahs Gehilfen, porträtiert von Donald Duck, und der Rettung vor der Sintflut. Das Filmsegment wird von Edward Elgars Pomp and Circumstance Marches – Märsche 1, 2, 3 und 4 musikalisch untermalt.
- In der Filmkomödie Evan Allmächtig (2007) trägt Gott dem Politiker Evan Baxter (Steve Carell) auf, innerhalb kurzer Zeit eine Arche für die bevorstehende Flut zu bauen.
- Im Fernsehfilm Die Arche Norman baut Tony Danza als Norman Waters eine Arche.
- Der Bibelfilm Arche Noah von Jean-Claude Bragard erschien 2008 als DVD.
- Im US-Spielfilm 2012 werden wegen plötzlich ablaufenden starken Kontinentaldrifts Archen gebaut.
- Im US-Spielfilm Noah aus dem Jahr 2014 baut Russell Crowe als Noah die Arche.